# Стів Вотсон
Стів Вотсон (англ. Steve Watson, нар. 1 квітня 1974, Норт-Шилдс) — англійський футболіст, що грав на позиції правого захисника та півзахисника. По завершенні ігрової кар'єри — тренер. З 2019 року очолює тренерський штаб команди «Йорк Сіті».

## Клубна кар'єра
Народився 1 квітня 1974 року в місті Норт-Шилдс. Вихованець футбольної школи клубу «Ньюкасл Юнайтед». 10 листопада 1990 року у віці лише 16 років Вотсон дебютував за першу команду, вийшовши на заміну в матчі проти «Вулвергемптон Вондерерз» (1:2), ставши наймолодшим футболістом, який коли-небудь виступав за «Ньюкасл» на офіційному рівні. У 1993 році допоміг команді вийти до Прем'єр-ліги і в подальшому залишався основним гравцем «сорок». Вотсон двічі з командою став віце-чемпіоном Англії у сезонах 1995/96 і 1996/97, а також грав у фіналі Кубка Англії 1998 року та Суперкубку Англії 1996 року, але в обох випадках залишався без трофею. Невдовзі після початку сезону 1998/99 років Руд Гулліт вирішив продати Вотсона, оскільки вже мав достатню кількість гравців у складі, і тому хотів, щоб плата за трансфер Стіва в 4 мільйони фунтів була реінвестована в нових гравців. Загалом Вотсон провів у рідному клубі сім сезонів, взявши участь у 208 матчах чемпіонату.
Провівши два сезони у «Астон Віллі», де програвав конкуренцію валлійцю Марку Делейні, 4 липня 2000 року Вотсон за 2,5 мільйони фунтів перейшов до «Евертона», з яким підписав п'ятирічну угоду. У складі «ірисок» Вотсон постійно боровся із травмами, тим не менш за 5 сезонів зіграв 126 ігор у Прем'єр-лізі, забивши 14 голів, в тому числі хет-трик у ворота «Лідс Юнайтед» 28 вересня 2003 року.
5 липня 2005 року Стів на правах вільного агента перейшов у «Вест-Бромвіч Альбіон», з яким підписав трирічну угоду, відхиливши пропозицію нового однорічного контракту з «Евертоном». За підсумками першого сезону «дрозди» вилетіли з Прем'єр-ліги, а самого Вотсона продовжували турбувати травми, через які він з'являвся на полі нерегулярно. Як підсумок, 9 лютого 2007 року Вотсон був відданий в оренду до кінця сезону в інший клуб Чемпіоншипу «Шеффілд Венсдей». По завершенні сезону 10 липня Стів приєднався до команди на повноцінній основі, а 2008 року отримав капітанську пов'язку. Втім через тривалі проблеми з травмами, Вотсон змушений був завершити ігрову кар'єру у 2009 році.

## Виступи за збірні
У складі збірної Англії до 20 років брав участь у молодіжних чемпіонатах світу 1991 та 1993 років, де зіграв три і шість ігор відповідно і на другому турнірі став бронзовим призером змагання.
Протягом 1992—1995 років залучався до складу молодіжної збірної Англії. На молодіжному рівні зіграв у 3 офіційних матчах.

## Кар'єра тренера
Розпочав тренерську кар'єру невдовзі по завершенні кар'єри гравця, 2010 року, увійшовши до тренерського штабу свого колишнього одноклубника Лі Кларка, який очолював «Гаддерсфілд Таун», де пропрацював з 2010 по 2012 рік, після чого вони в тандемі працювали і у «Бірмінгем Сіті», з якого Вотсон був звільнений разом з Кларком 20 жовтня 2014 року.
У 2016—2017 роках працював у тренерському штабі Джона Аскі у «Маклсфілд Таун», після чого розпочав самостійну тренерську кар'єру і 10 жовтня 2017 року був призначений менеджером клубу Національної ліги «Гейтсгед». 10 січня 2019 року покинув команду аби очолити «Йорк Сіті».